# Зерноїд колумбійський
Зерноїд колумбійський (Sporophila murallae) — вид горобцеподібних птахів родини саякових (Thraupidae). Мешкає в Південній Америці. Раніше вважався конспецифічним з вороним і плямистокрилим зерноїдом.

## Опис
Довжина птаха становить 10-12,5 см, вага 12-13,7 г. Виду притаманний статевий диморфізм. У самців голова і верхня частина тіла переважно чорні, нижня частина спини білувата. Крила чорні з білими смугами і невеликими білими "дзеркальцями". Нижня частина тіла біла, на шиї широка біла смуга, на грудях чорні смуги, на боках сіруваті плями. У деяких самців під дзьобом є чорні "вуса". Самиці мають переважно охристе забарвлення, нижня частина тіла у них світліша.

## Поширення і екологія
Колумбійські зерноїди мешкають на південному сході Колумбії, на сході Еквадору, на північному сході Перу та на крайньому заході Бразилії (захід Амазонасу і Акрі), а також на крайньому північному сході Болівії (Льянос-де-Мохос). Вони живуть в чагарникових заростях і ріколіссях, на узліссях вологих тропічних лісів, на луках і пасовищах, в парках і садах. Зустрічаються парами, на висоті до 400 м над рівнем моря. Іноді приєднуються до змішаних зграй птахів. Живляться переважно насінням, а також стеблами, листям і плодами.